# Vladimir Mychkine
Pour les articles homonymes, voir Mychkine (homonymie).
Temple de la renommée russe : 2014
Vladimir Semionovitch Mychkine - en russe : Владимир Семёнович Мышкин, et en anglais : Vladimir Myshkin (né le 19 juin 1955 à Kirovo-Tchepetsk en URSS) est un joueur professionnel russe de hockey sur glace devenu entraîneur.

## Carrière de joueur
En 1977, il débute dans le championnat d'URSS avec les Krylia Sovetov. En 1979, il signe au Dynamo Moscou. Le Dynamo remporte le championnat 1990. Il part alors au Lukko Rauma en SM-Liiga. En 1991, il met un terme à sa carrière

## Carrière internationale
Il a représenté l'URSS à 87 reprises sur une période de 11 saisons entre 1978 et 1991. Il a longtemps été la doublure de Vladislav Tretiak. Il a remporté les Jeux olympiques en 1984 et l'argent en 1980. Il a remporté à six reprises les championnats du monde en 1979, 1981, 1983, 1986, 1989 et 1990.

## Honneurs personnels
URSS
- 1985 : élu dans l'équipe type.